# Tuchlovice
Tuchlovice är en ort i Tjeckien.   Den ligger i regionen Mellersta Böhmen, i den centrala delen av landet, 30 km väster om huvudstaden Prag. Tuchlovice ligger 390 meter över havet och antalet invånare är 2 141.
Terrängen runt Tuchlovice är platt. Runt Tuchlovice är det ganska tätbefolkat, med 62 invånare per kvadratkilometer. Närmaste större samhälle är Kladno, 8,0 km öster om Tuchlovice. Trakten runt Tuchlovice består till största delen av jordbruksmark.